# Алфеев, Валерий Семёнович
Вале́рий Семёнович Алфе́ев (1938—2018) — советский и российский инженер-физик. Специальность — ускорительная физика высоких энергий, ускорительная техника, магнитные расчёты, вакуумная техника. Лауреат Государственной премии (1992).

## Биография
Родился в Хабаровске  25.11.1938 г. Детство провел в городе Орле.  Учился в Ленинграде. Работал в Дубне. 
Мать - Алфеева Елизавета 30.10.1914-20.06.1976 бухгалтер
Отец - Карабут Семен 1901-15.10.1944 заместитель командира 1201 стрелкового полка 354 стрелковой дивизии
Окончил Ленинградский политехнический институт в 1963 году.
Работал в Объединённом институте ядерных исследований в Дубне: 
- В Лаборатории ядерных реакций 1963-1976. Ускорители — У-200, У-300. Начальник смен. Заместитель начальника отдела ускорителей. Участвовал в работах по открытию новых элементов таблицы Менделеева.
- В Лаборатории Физики Высоких Энергий 1977-2005. Ускорители — Синхрофазотрон, СПИН. Старший научный сотрудник. Начальник сектора. Работал над созданием первого в СССР и России сверхпроводящего ускорителя СПИН

Лауреат Государственной премии РФ в области науки и техники за 1992 год — "За разработку и создание экономичных сверхпроводящих магнитов для ускорителей высоких энергий"

## Галерея

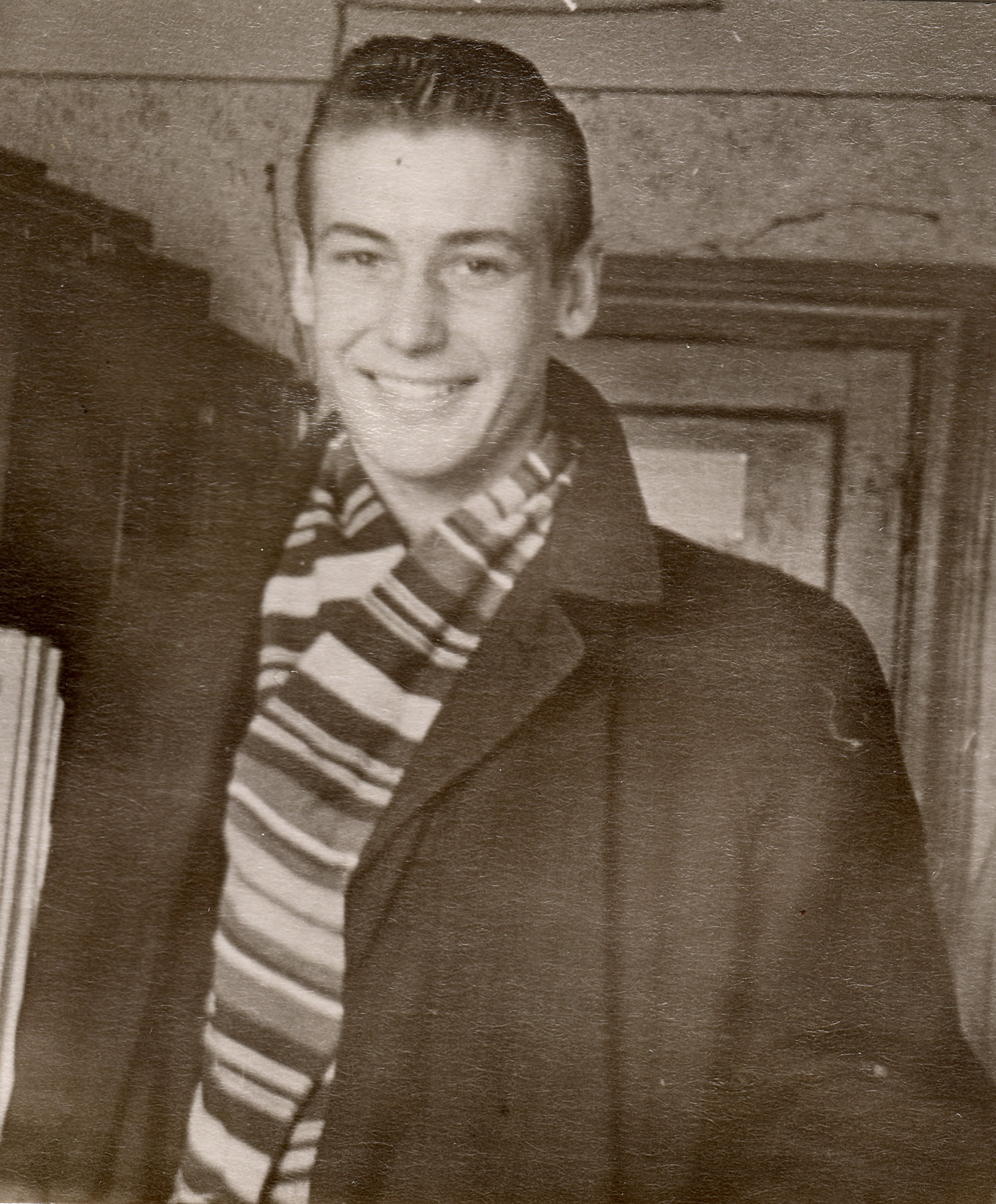
в годы учебы в ЛПИе
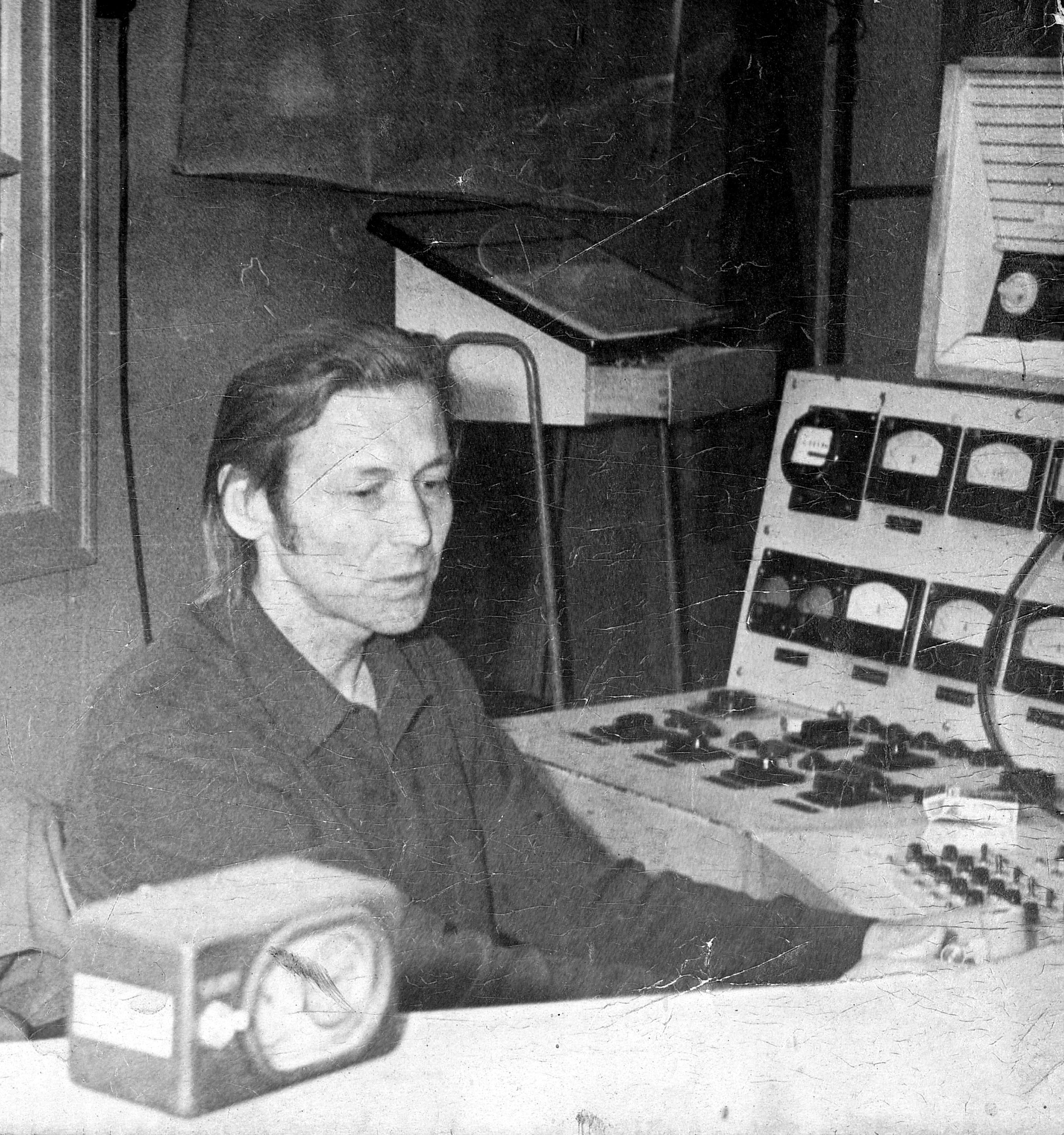
в ЛЯРе
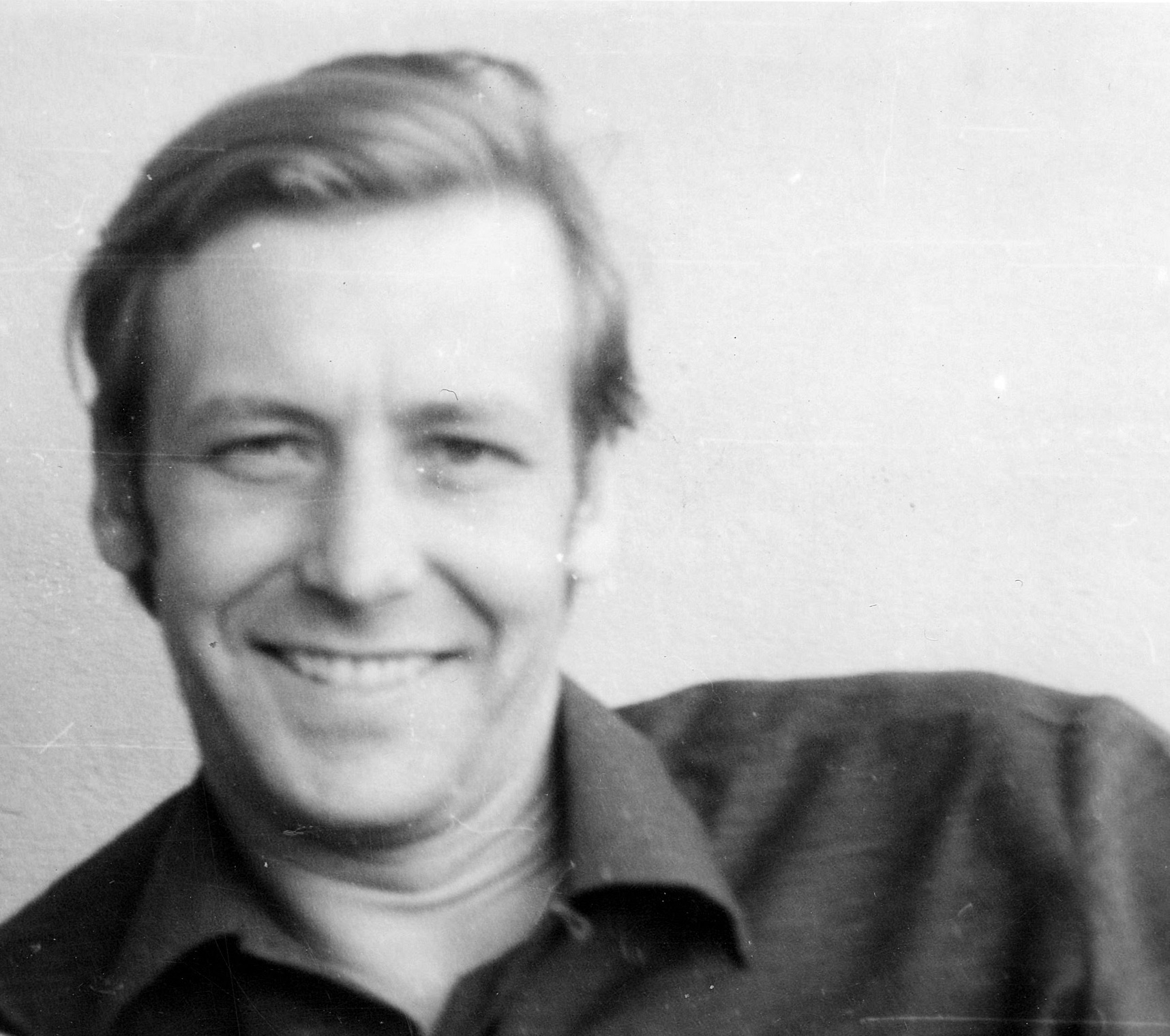
1970-е в годы работы в ЛЯРе
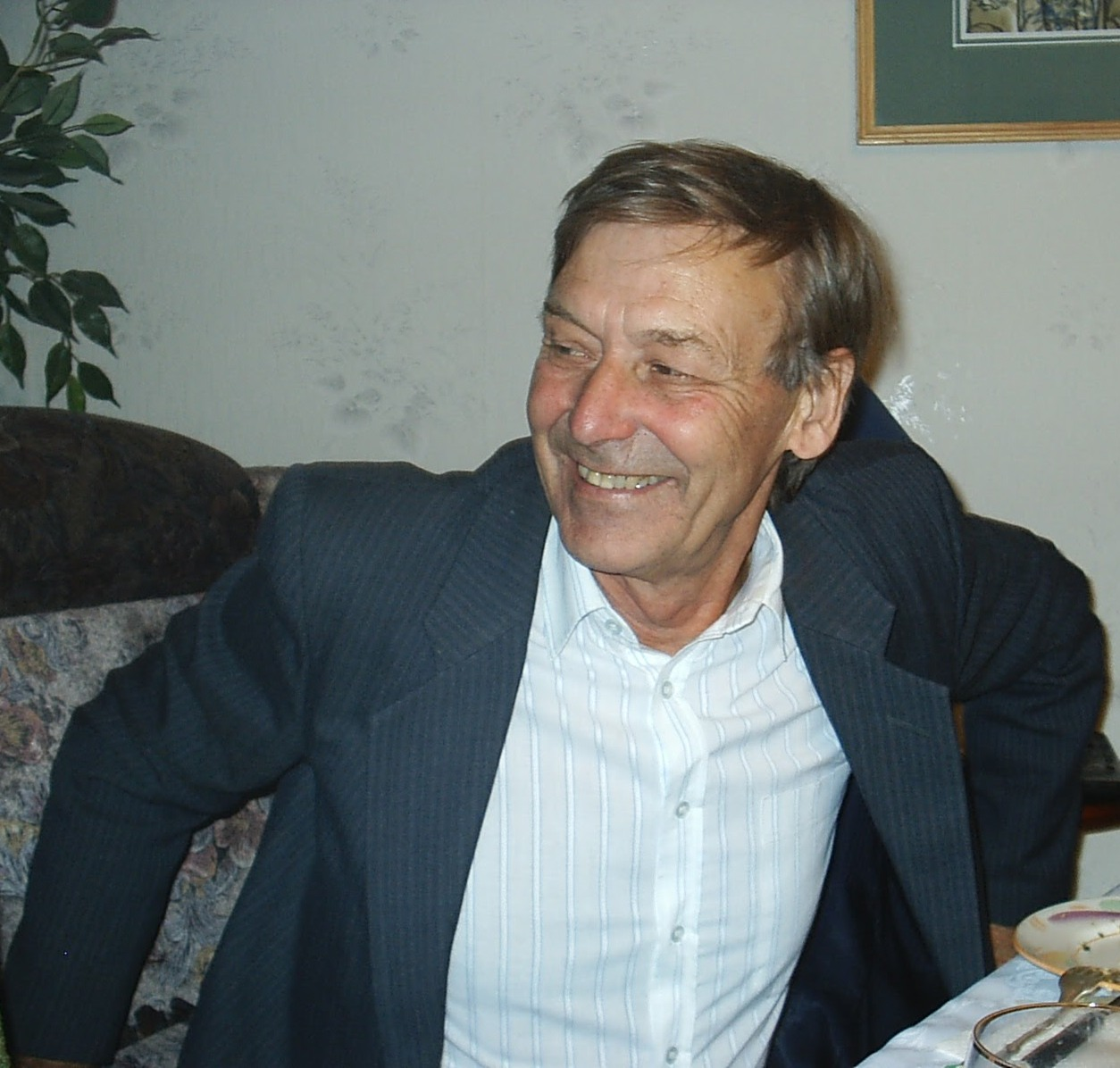
2003 в годы работы в ЛФВЭ